# Foho Biateo
Der Foho Biateo (kurz: Biateo) ist ein Berg in der osttimoresischen Gemeinde Bobonaro. Er liegt im Zentrum des Südterritoriums des Sucos Atudara (Verwaltungsamt Cailaco), in der Aldeia Atubuti und hat eine Meereshöhe von 838 m. Am Südhang liegen die Dörfer Biateho und Nuapu. Nördlich verläuft der Boroulo, ein Zufluss des Marobo.